# 托尼氏鬚鰍
托尼氏鬚鰍（學名：Barbatula toni）又稱董氏鬚鰍，為輻鰭魚綱鯉形目條鰍科鬚鰍屬的其中一種。分布於亞洲俄羅斯鄂畢河至中國黃河、蒙古、日本淡水流域，本魚體延長呈圓柱形，體後半部扁平，口亞下位，具出鬚3對，體無鱗片，體色暗灰色，背部及體側具有許多部規河黑色斑點，腹部白色，魚鰭為淡黃色，背鰭及尾鰭具有4-5條黑紋，尾鰭呈叉形，上下葉圓鈍，背鰭位於身體中間偏後，略呈三角形，背鰭軟條10枚、臀鰭軟條8枚、脊椎骨42-43個，體長可達16公分，棲息在水質清澈且流動的溪流底層水域，屬雜食性，以小型無脊椎動物及藻類為食，生活習性不明。

## 扩展阅读
維基物種上的相關：托尼氏鬚鰍